# 森特多蒙科什
森特多蒙科什，是匈牙利赫维什州所辖的一个村。总面积18.40平方公里，总人口473，人口密度25.7人/平方公里（2011年1月1日）。